# ساوت گلستونبری (مونتانا)
ساوت گلستونبری (به انگلیسی: South Glastonbury) یک منطقهٔ مسکونی در ایالات متحده آمریکا است که در شهرستان پارک، مونتانا واقع شده‌است. ساوت گلستونبری ۲۸۴ نفر جمعیت دارد و ۱٬۵۷۰٫۰۴ متر بالاتر از سطح دریا واقع شده‌است.